# Cathédrale-basilique Saint-Hyacinthe de Yaguachi Nuevo
La cathédrale-basilique Saint-Hyacinthe de Yaguachi Nuevo est une église située à Yaguachi Nuevo (es) en Équateur, à laquelle l’Église catholique donne les statuts de cathédrale du diocèse de San Jacinto, de basilique mineure, et de sanctuaire diocésain. Elle est dédiée à saint Hyacinthe,.

## Historique
Une première église rudimentaire en bois est inaugurée le 14 juillet 1844, remplacée par une seconde en 1901. L’église actuelle en béton est finalement construite entre 1942 et 1956. Elle est consacrée le 7 août 1977, et élevée en même temps au rang de sanctuaire archidiocésain par l’archevêque de Guayaquil.
Le 18 juin 1980, elle est déclarée basilique mineure par le pape Jean-Paul II. Celui-ci offre alors à l’église des reliques de saint Hyacinthe — des particules détachées de son crâne, conservé à la basilique de la Sainte-Trinité de Cracovie en Pologne —, qui sont arrivées le 17 décembre 1981 et exposées depuis le 8 août 1982.
Le diocèse de San Jacinto de Yaguachi (appelé ainsi jusqu’au 8 octobre 2015) est séparé de l’archidiocèse de Guayaquil le 4 novembre 2009 par le pape Benoît XVI, et la basilique en devient cathédrale. Le sanctuaire du Divin-Enfant de Durán est cocathédrale depuis le 9 octobre 2015,.